# Грос-Твюльпштедт
Грос-Твюльпштедт (нім. Groß Twülpstedt) — громада в Німеччині, розташована в землі Нижня Саксонія. Входить до складу району Гельмштедт. Складова частина об'єднання громад Фельпке.
Площа — 36,43 км2. Населення становить 2756 ос. (станом на 31 грудня 2021).